# 北站區
北站区是中华人民共和国上海市已不存在的市轄區。該區東起北河南路、寶山路、寶興路，西至宋公园路、北西藏路，南到蘇州河。目前是静安区的一部分。

## 歴史
1945年設置第十五区，原來是閘北區的一部分。1947年更名北站區，區名來自於上海北站。1956年廢除，管轄区域併入闸北区。